# Observatoire Angell Hall
L'observatoire Angell Hall (Angell Hall Observatory) est un observatoire astronomique américain appartenant à et opéré par l'université du Michigan. Il est situé sur le campus principal de l'université, au sommet d'Angell Hall (en), à Ann Arbor, au Michigan (États-Unis). 
L'observatoire est équipé d'un télescope Cassegrain informatisé ayant un miroir primaire de 0,4 mètre de diamètre sous son dôme simple, ainsi que d'un petit radiotélescope installé par DFM Engineering en décembre 1994.